# Zonites euboeicus
Zonites euboeicus is een slakkensoort uit de familie van de Zonitidae. De wetenschappelijke naam van de soort is voor het eerst geldig gepubliceerd in 1878 door Kobelt.